# Helikopterolyckan vid Varzaqan
Helikopterolyckan vid Varzaqan inträffade i Varzaqan, norra Iran den 19 maj 2024. Totalt omkom det 8 personer, inkluderande landets sittande president Ebrahim Raisi och utrikesminister Hossein Amir-Abdollahian.

## Bakgrund
Raisi var på ett besök på Khoda Afarin-dammen vid gränsen mot Azerbajdzjan där han mötte sin azerbajdzjanska kollega İlham Əliyev. Dammen är en del av större gemensamma projekt mellan de två länderna vid floden Aras.
Raisi lämnade dammen med en Bell 212-helikopter som hörde till landets flygvapen. Helikoptermodellen har designats för civilt bruk, och Irans flygvapen har ungefär 10 sådana helikoptrar. Modellen anses vara säker och långlivad men sanktionerna mot Iran har gjort den allt svårare att underhålla. Raisis helikopter var på väg till Tabriz.

## Händelseförlopp
Olyckan hände cirka kl. 13:30. Irans statliga televisionsbolag rapporterade att Raisis helikopter hade "landat hårt" på grund av regnet och dimman för första gången ungefär kl. 16:00.
Varzaqans bergiga terräng och dåliga väder gjorde det svårt att genomföra en räddningsoperation. Turkiet hjälpte Islamiska revolutionsgardet med sina drönare att bestämma positionen för olycksplatsen. Också Armenien, Azerbajdzjan, Ryssland, Irak, Saudiarabien och Qatar erbjöd sig att hjälpa till.
Andra helikoptrar i Raisis svit anlände välbehållna till Tabriz.

## Offer och reaktioner
På morgonen den 20 maj anmäldes det att livstecken saknades på olycksplatsen. Senare i dagen anmälde iranska myndigheter att Raisi har omkommit. Irans regering bekräftade att detta inte skulle  påverka regeringens verksamhet negativt. Mohammad Mokhber utnämndes till tillförordnad president.
Tillsammans med Raisi också följande personer omkom i kraschen:
- utrikesminister Hossein Amir-Abdollahian
- Östazarbaijans generalguvernör Malek Rahmati
- Irans högste ledares representant i Östazerbaijan Mohammad Ali Ale-Hashem
- Raisis säkerhetschef
- Raisis livvakt
- tre personer som hörde till besättningen

Rysslands president Vladimir Putin, Indiens premiärminister Narendra Modi, Iraks premiärminister Mustafa Al-Kadhimi och Syriens president Bashar al-Assad uttryckte sitt deltagande. Hizbollah och Hamas, terroristorganisationer som stöds av Iran, gjorde detsamma. Irans högste ledare Ali Khamenei utlyste en sorgetid på fem dagar.